# Briefmarken-Jahrgang 1979 der Deutschen Post der DDR
Der Briefmarken-Jahrgang 1979 der Deutschen Post der Deutschen Demokratischen Republik umfasste 66 einzelne Sondermarken, drei Briefmarkenblocks
mit jeweils einer Sondermarke und zwei Kleinbogen mit zusammen neun Sondermarken. 12 Briefmarken wurden zusammenhängend gedruckt; dabei gab es zwei Paare mit innenliegendem Zierfeld.
Dauermarken wurden in diesem Jahrgang nicht ausgegeben. Insgesamt wurden 90 Motive ausgegeben.
Fünf dieser Motive ehrten den 30. Jahrestag der Gründung der DDR; zum 20. Jahrestag zehn Jahre vorher waren es siebzehn.
Alle Briefmarken-Ausgaben seit 1964 sowie die 2-Mark-Werte der Dauermarkenserie Präsident Wilhelm Pieck und die bereits seit 1961 erschienene Dauermarkenserie Staatsratsvorsitzender Walter Ulbricht waren ursprünglich unbegrenzt frankaturgültig. Mit der Wiedervereinigung verloren alle Marken nach dem 2. Oktober 1990 ihre Gültigkeit.
Dauermarken wurden in diesem Jahrgang nicht ausgegeben.

## Liste der Ausgaben und Motive
Legende
- Bild: Eine bearbeitete Abbildung der genannten Marke. Das Verhältnis der Größe der Briefmarken zueinander ist in diesem Artikel annähernd maßstabsgerecht dargestellt. Sollten keine Marken abgebildet sein, liegt es daran, dass das Urheberrecht des Künstlers noch nicht erloschen ist.
- Beschreibung: Eine Kurzbeschreibung des Motivs und/oder des Ausgabegrundes. Bei ausgegebenen Serien oder Blocks werden die zusammengehörigen Beschreibungen mit einer Markierung versehen eingerückt.
- Wert: Der Frankaturwert der einzelnen Marke in Pfennig. Ein „+“ bedeutet, dass es sich um eine Zuschlagsmarke handelt (= Frankaturwert + Spende).
- Ausgabedatum: Das Datum des erstmaligen Verkaufs dieser Briefmarke.
- Auflage: Soweit bekannt, wird hier die zum Verkauf angebotene Anzahl dieser Ausgabe angegeben.
- Entwurf: Soweit bekannt, wird hier angegeben, von wem der Entwurf dieser Marke stammt.
- Mi.-Nr.: Diese Briefmarke wird im Michel-Katalog unter der entsprechenden Nummer gelistet.

| Sondermarken | |      |                       |            |                                   |         |
| Bild         | Beschreibung | Wert | Ausgabe- datum (1979) | Auflage    | Entwurf                           | Mi.-Nr. |
|              | Heimische Singvögel - Buchfinken (Fringilla coelebs) | 5    | 9. Januar             | 5.000.000  | Manfred Gottschall                | 2388    |
|              | - Kleiber (Sitta europaea) | 10   | 9. Januar             | 16.000.000 | Manfred Gottschall                | 2389    |
|              | - Rotkehlchen (Erithacus rubecula) | 20   | 9. Januar             | 8.000.000  | Manfred Gottschall                | 2390    |
|              | - Karmingimpel (Carpodacus erythrinus) | 25   | 9. Januar             | 4.000.000  | Manfred Gottschall                | 2391    |
|              | - Blaumeise (Parus caeruleus) | 35   | 9. Januar             | 4.500.000  | Manfred Gottschall                | 2392    |
|              | - Bluthänflinge (Acanthis cannabina) | 50   | 9. Januar             | 2.000.000  | Manfred Gottschall                | 2393    |
|              | Geflügelrassen - Chabo Siro (Zwerghuhn) | 10   | 23. Januar            | 15.000.000 | Axel Bertram                      | 2394    |
|              | - Kraienkopp (Landhuhn) | 15   | 23. Januar            | 4.500.000  | Axel Bertram                      | 2395    |
|              | - Porzellanfarbiger federfüßiger Zwerg | 20   | 23. Januar            | 8.000.000  | Axel Bertram                      | 2396    |
|              | - Sachsenhuhn | 25   | 23. Januar            | 5.000.000  | Axel Bertram                      | 2397    |
|              | - Phönix (japanisches Zierhuhn) | 35   | 23. Januar            | 4.500.000  | Axel Bertram                      | 2398    |
|              | - Gestreifter Italiener (Landhuhn) | 50   | 23. Januar            | 2.100.000  | Axel Bertram                      | 2399    |
|              | Fernsprechvermittlung und Telegrammübermittlung früher und heute - Fernsprechvermittlung um 1900 und 1979 durch eine Telefonistin                                                                         | 20   | 6. Februar            | 8.000.000  | Ralf-Jürgen Lehmann               | 2400    |
|              | - Telegrammübermittlung 1880 mit einem Schreibtelegraf und 1979 mit einem Fernschreiber | 35   | 6. Februar            | 2.000.000  | Ralf-Jürgen Lehmann               | 2401    |
|              | 100. Geburtstag von Albert Einstein Diese Marke wurde als Briefmarkenblock ausgegeben | 1 M  | 20. Februar           | 2.000.000  | Joachim Rieß                      | 2402    |
|              | Leipziger Frühjahrsmesse - Max-Klinger-Haus, Petersstraße, Leipzig | 10   | 6. März               | 16.000.000 | Harry Scheuner                    | 2403    |
|              | - Waagerecht-Bohr- und Fräsmaschine | 25   | 6. März               | 4.000.000  | Scheuner                          | 2404    |
|              | Weltschifffahrtstag Containerschiff „Meridian“, Schlepper, Emblem der IMC | 20   | 20. März              | 8.000.000  | Jochen Bertholdt                  | 2405    |
|              | Bedeutende Persönlichkeiten (VII) - Otto Hahn (1879–1968), Chemiker und Nobelpreisträger, im Hintergrund Formel der Kernspaltung von Atomen                                                               | 5    | 20. März              | 5.000.000  | Gerhard Stauf                     | 2406    |
|              | - Max von Laue (1879–1960), Physiker und Nobelpreisträger, im Hintergrund Laue-Diagramm der Zinkblende | 10   | 20. März              | 16.000.000 | Gerhard Stauf                     | 2407    |
|              | - Carl Arthur Scheunert (1879–1957), Physiologe, im Hintergrund Symbol für Ernährungsforschung | 20   | 20. März              | 8.000.000  | Gerhard Stauf                     | 2408    |
|              | - Friedrich August Kekulé von Stradonitz (1829–1896), Chemiker, im Hintergrund Formel des Benzolrings | 25   | 20. März              | 4.000.000  | Gerhard Stauf                     | 2409    |
|              | - Georg Forster (1754–1794), Natur- und Völkerkundler, im Hintergrund Forschungsschiff Resolution von James Cook                                                                                          | 35   | 20. März              | 4.500.000  | Gerhard Stauf                     | 2410    |
|              | - Gotthold Ephraim Lessing (1729–1781), Dichter und Philosoph, im Hintergrund Titelblatt zu Nathan der Weise                                                                                              | 70   | 20. März              | 2.000.000  | Gerhard Stauf                     | 2411    |
|              | Automobilbau in Zwickau Diese und die folgende Marke wurden zusammen als Kleinbogen ausgegeben: - Horch 8 (Baujahr 1911)                                                                                  | 20   | 3. April              | 2.000.000  | Joachim Rieß                      | 2412    |
|              | - Trabant 601 S de luxe (Baujahr 1978) | 35   | 3. April              | 2.000.000  | Joachim Rieß                      | 2413    |
|              | Schienenfahrzeuge - Triebwagenzug MXA | 5    | 17. April             | 5.100.000  | Detlef Glinski                    | 2414    |
|              | - Selbstentladewagen Us-y | 10   | 17. April             | 8.100.000  | Detlef Glinski                    | 2415    |
|              | - Diesellokomotive BR 110 | 20   | 17. April             | 8.100.000  | Detlef Glinski                    | 2416    |
|              | - Autotransportwagen Laaes | 35   | 17. April             | 2.010.000  | Detlef Glinski                    | 2417    |
|              | Indische Miniaturen - Durga (18. Jahrhundert) | 20   | 8. Mai                | 8.000.000  | Manfred Gottschall                | 2418    |
|              | - Mahavira (15. – 16. Jahrhundert) | 35   | 8. Mai                | 4.500.000  | Manfred Gottschall                | 2419    |
|              | - Todi Ragini (17. Jahrhundert) | 50   | 8. Mai                | 4.000.000  | Manfred Gottschall                | 2420    |
|              | - Asavari Ragini (17. Jahrhundert) | 70   | 8. Mai                | 2.000.000  | Manfred Gottschall                | 2421    |
|              | Internationales Jahr des Kindes - Spielende Kinder | 10   | 22. Mai               | 16.000.000 | Lutz Lüders                       | 2422    |
|              | - Arzt mit Kindern verschiedener Völker | 20   | 22. Mai               | 8.000.000  | Lutz Lüders                       | 2423    |
|              | FDJ-Initiative Berlin - Wohnkomplex Leipziger Straße, Berlin | 10   | 22. Mai               | 16.000.000 | Ralf-Jürgen Lehmann               | 2424    |
|              | - Großbaustelle der Jugend, Berlin-Marzahn | 20   | 22. Mai               | 8.000.000  | Ralf-Jürgen Lehmann               | 2425    |
|              | Nationales Jugendfestival, Berlin Diese und die folgende Marke wurden als Zusammendruck mit einem dazwischenliegenden Zierfeld ausgegeben: - Fackelzug anlässlich der Gründung der DDR am 7. Oktober 1949 | 10+5 | 22. Mai               | 4.500.000  | Lothar Grünewald                  | 2426    |
|              | - Kundgebung | 20   | 22. Mai               | 4.500.000  | Lothar Grünewald                  | 2427    |
|              | Landwirtschaftsausstellung agra, Markkleeberg Ausstellungs-Emblem | 10   | 5. Juni               | 16.000.000 | Manfred König                     | 2428    |
|              | 70 Jahre Eisenbahnfährverbindung Saßnitz–Trelleborg Diese und die folgende Marke wurden als Zusammendruck mit einem dazwischenliegenden Zierfeld ausgegeben: - Eisenbahnfährschiff „Rostock“              | 20   | 26. Juni              | 3.500.000  | Hilmar Zill                       | 2429    |
|              | - Eisenbahnfährschiff Rügen | 35   | 26. Juni              | 3.500.000  | Hilmar Zill                       | 2430    |
|              | Rehabilitation von Behinderten - Unterricht im Krankenhaus | 10   | 26. Juni              | 16.000.000 | Joachim Rieß                      | 2431    |
|              | - Arbeitstätigkeit im Betrieb | 35   | 26. Juni              | 2.000.000  | Joachim Rieß                      | 2432    |
|              | Kinder- und Jugendspartakiade, Berlin - Radrennen | 10   | 3. Juli               | 16.000.000 | Lutz Lüders                       | 2433    |
|              | - Rollschuhlaufen | 20   | 3. Juli               | 8.000.000  | Lutz Lüders                       | 2434    |
|              | Internationale Gartenbauausstellung (iga), Erfurt: Dahlien - „Rubens“; Semikaktus-Dahlie | 10   | 17. Juli              | 16.200.000 | Bobbe                             | 2435    |
|              | - „Rosalie“; Ball-Dahlie | 20   | 17. Juli              | 8.100.000  | Bobbe                             | 2436    |
|              | - „Corinna“; Hirschgeweih-Dahlie | 25   | 17. Juli              | 4.200.000  | Bobbe                             | 2437    |
|              | - „Dolli“; Schmuck-Dahlie (Neuzüchtung) | 35   | 17. Juli              | 4.500.000  | Bobbe                             | 2438    |
|              | - „Carola“; Kaktus-Dahlie (Neuzüchtung) | 50   | 17. Juli              | 4.200.000  | Bobbe                             | 2439    |
|              | - „Don Lorenzo“; Halskrausen-Dahlie | 70   | 17. Juli              | 2.010.000  | Bobbe                             | 2440    |
|              | Nationale Briefmarkenausstellung der DDR 1979, Dresden - Gänsediebbrunnen, Weiße Gasse, Dresden | 10+5 | 7. August             | 3.500.000  | Joachim Rieß                      | 2441    |
|              | - Pusteblumenbrunnen, Prager Straße, Dresden | 20   | 7. August             | 8.000.000  | Joachim Rieß                      | 2442    |
|              | Diese Marke wurde als Briefmarkenblock ausgegeben: - Historische und moderne Bauwerke in Dresden | 1 M  | 7. August             | 2.000.000  | Joachim Rieß                      | 2443    |
|              | Internationaler Kongreß der Lehrkräfte für russische Sprache und Literatur, Berlin Russisches Alphabet, Erdkarte                                                                                          | 20   | 7. August             | 8.100.000  | Hans Detlefsen                    | 2444    |
|              | 50 Jahre Musikinstrumenten-Museum Leipzig, Ausstellungsstücke - Lira da Gamba (Italien 1592) | 20   | 21. August            | 8.000.000  | Hans Detlefsen                    | 2445    |
|              | - Serpent (Frankreich 17. bis 18. Jahrhundert) | 25   | 21. August            | 4.000.000  | Hans Detlefsen                    | 2446    |
|              | - Drehleier (Frankreich um 1750) | 40   | 21. August            | 4.500.000  | Hans Detlefsen                    | 2447    |
|              | - Tenor-Flügelhorn (Deutschland vor 1850) | 85   | 21. August            | 2.000.000  | Hans Detlefsen                    | 2448    |
|              | Internationaler Kongreß für Pferdezucht der sozialistischen Staaten, Berlin - Galopprennen | 10   | 21. August            | 16.000.000 | Horst Naumann                     | 2449    |
|              | - Dressur (Pas de deux) | 25   | 21. August            | 2.000.000  | Horst Naumann                     | 2450    |
|              | Internationale Mahn- und Gedenkstätten Figurengruppe in der Mahn- und Gedenkstätte Mittelbau-Dora bei Nordhausen                                                                                          | 35   | 28. August            | 3.500.000  | Hans Detlefsen                    | 2451    |
|              | Leipziger Herbstmesse - Teddybär | 10   | 28. August            | 16.000.000 | Jochen Bertholdt                  | 2452    |
|              | - Wohngebäude Großer Blumenberg, Leipzig (erbaut 1826–1832) | 25   | 28. August            | 4.000.000  | Jochen Bertholdt                  | 2453    |
|              | Persönlichkeiten der deutschen Arbeiterbewegung (VII) - Philipp Dengel (1888–1948), KPD-Politiker | 10   | 11. September         | 12.000.000 | Gerhard Stauf                     | 2454    |
|              | - Otto Buchwitz (1879–1964) | 10   | 11. September         | 12.000.000 | Gerhard Stauf                     | 2455    |
|              | - Bernard Koenen (1889–1964) | 10   | 11. September         | 12.000.000 | Gerhard Stauf                     | 2456    |
|              | - Heinrich Rau (1899–1961), DDR-Außenhandelsminister | 10   | 11. September         | 12.000.000 | Gerhard Stauf                     | 2457    |
|              | 30 Jahre DDR - Bauarbeiter, Wohnhaus | 5    | 2. Oktober            | 5.100.000  | Lothar Grünewald                  | 2458    |
|              | - Jugendliche | 10   | 2. Oktober            | 8.100.000  | Lothar Grünewald                  | 2459    |
|              | - Soldaten der NVA | 15   | 2. Oktober            | 4.200.000  | Lothar Grünewald                  | 2460    |
|              | - Arbeiter, Sowjetsoldat | 20   | 2. Oktober            | 8.100.000  | Lothar Grünewald                  | 2461    |
|              | Diese Marke wurde als Briefmarkenblock ausgegeben: - Familie, Wohnhaus, Staatsflagge | 1 M  | 2. Oktober            | 2.100.000  | Lothar Grünewald                  | 2462    |
|              | Unbesiegbares Vietnam (VIII) Soldat, Mutter mit Kind | 10+5 | 6. November           | 3.500.000  | Preuß                             | 2463    |
|              | Meißner Porzellan (I) Die folgenden vier Marken wurden als Zusammendruck in Viererblockanordnung ausgegeben: - Sich schminkendes Mädchen (1966/67)                                                        | 5    | 6. November           | 3.000.000  | Ekkehart Haller und Gerhard Stauf | 2464    |
|              | - Kaffeekanne Form „Altozier“ (18. Jahrhundert) | 10   | 6. November           | 3.000.000  | Ekkehart Haller und Gerhard Stauf | 2465    |
|              | - Kaffeekanne Form „Großer Ausschnitt“ (1973/74) | 15   | 6. November           | 3.000.000  | Ekkehart Haller und Gerhard Stauf | 2466    |
|              | - Deckelvase (18. Jahrhundert) | 20   | 6. November           | 3.000.000  | Ekkehart Haller und Gerhard Stauf | 2467    |
|              | Die folgenden vier Marken wurden als Zusammendruck in Viererblockanordnung ausgegeben: - Papagei auf Stamm mit Kirschen (18. Jahrhundert)                                                                 | 25   | 6. November           | 3.000.000  | Ekkehart Haller und Gerhard Stauf | 2468    |
|              | - Harlekin mit Deckelkanne (18. Jahrhundert) | 35   | 6. November           | 3.000.000  | Ekkehart Haller und Gerhard Stauf | 2469    |
|              | - Blumenverkäuferin (18. Jahrhundert) | 50   | 6. November           | 3.000.000  | Ekkehart Haller und Gerhard Stauf | 2470    |
|              | - Sakeflasche (18. Jahrhundert) | 70   | 6. November           | 3.000.000  | Ekkehart Haller und Gerhard Stauf | 2471    |
|              | Historische Puppen Diese und die folgenden fünf Marken wurden zusammen als Kleinbogen ausgegeben: - Stoffpuppe (um 1800)                                                                                  | 10   | 20. November          | 2.000.000  | Axel Bertram                      | 2472    |
|              | - Keramikfigürchen (um 1960) | 15   | 20. November          | 2.000.000  | Axel Bertram                      | 2473    |
|              | - Kronendöckchen (um 1780) | 20   | 20. November          | 2.000.000  | Axel Bertram                      | 2474    |
|              | - Strohpuppe (um 1900) | 35   | 20. November          | 2.000.000  | Axel Bertram                      | 2475    |
|              | - Gliederpuppe (um 1800) | 50   | 20. November          | 2.000.000  | Axel Bertram                      | 2476    |
|              | - Stehaufpuppe (um 1820) | 70   | 20. November          | 2.000.000  | Axel Bertram                      | 2477    |

### Kleinbogen und Zusammendrucke

Automobilbau in Zwickau